# Ernest Renshaw

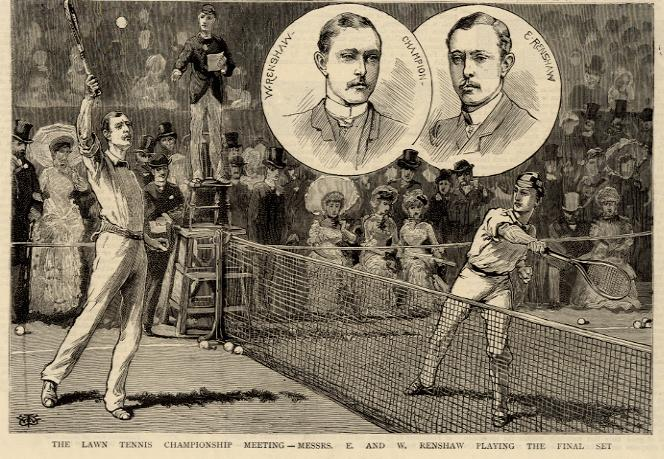
Bratři William a Ernest Renshawovi.

Ernest Renshaw (3. ledna 1861 Royal Leamington Spa – 2. září 1899 Waltham St. Lawrence) byl anglický tenista, vítěz Wimbledonu ve dvouhře i čtyřhře, když získal pět titulů s mladším dvojčetem Williamem Renshawem. Bratři vnesli do hry celodvorcový pohyb a jako první rozšířili voleje a smeče.

## Sportovní kariéra
Třikrát (1882, 1883 a 1889) se ve finále Wimbledonu utkal se svým o patnáct minut mladším dvojčetem Williamem, vždy odešel poražen. Společně pak vyhráli pětkrát čtyřhru. Oba dominovali tenisu, podpořili jeho oblibu ve společnosti a stali se hybateli v přeměně vnímání tenisu jako společenské zábavy ve skutečný závodní sport. Daná éra bývá označována také jako Renshaw Rush.
V roce 1983 byl posmrtně s bratrem uveden do Mezinárodní tenisové síně slávy.

## Finále na Grand Slamu

### Dvouhra (5)

#### Vítěz (1)
| Rok  | Turnaj    | Finalista       | Výsledek      |
| 1888 | Wimbledon | Herbert Lawford | 6–3, 7–5, 6–0 |

#### Finalista (4)
| Rok  | Turnaj    | Vítěz           | Výsledek                |
| 1882 | Wimbledon | William Renshaw | 6–1, 2–6, 4–6, 6–2, 6–2 |
| 1883 | Wimbledon | William Renshaw | 2–6, 6–3, 6–3, 4–6, 6–3 |
| 1887 | Wimbledon | Herbert Lawford | 1–6, 6–3, 3–6, 6–4, 6–4 |
| 1889 | Wimbledon | William Renshaw | 6–4, 6–1, 3–6, 6–0      |

### Čtyřhra (5)

#### Vítěz (5)
| Rok  | Turnaj        | Spoluhráč       | Finalisté                              | Výsledek                |
| 1884 | Wimbledon     | William Renshaw | E.W. Lewis E.L. Williams               | 6–3, 6–1, 1-6, 6-4      |
| 1885 | Wimbledon (2) | William Renshaw | C.E. Farrer A.J. Stanley               | 6–3, 6–3, 10-8          |
| 1886 | Wimbledon (3) | William Renshaw | C.E. Farrer A.J. Stanley               | 6–3, 6–3, 4-6, 7-5      |
| 1888 | Wimbledon (4) | William Renshaw | Herbert Wilberforce Patrick Bowes-Lyon | 2-6, 1-6, 6-3, 6-4, 6-3 |
| 1889 | Wimbledon (5) | William Renshaw | E.W. Lewis George Hillyard             | 6–4, 6–4, 3-6, 0-6, 6-1 |